# Obertresenfeld
Obertresenfeld ist ein Ortsteil von Vohenstrauß im Landkreis Neustadt an der Waldnaab in der Oberpfalz.

## Geographische Lage
Durch das Dorf verläuft die Staatsstraße 2181. Es befindet sich etwa 2 km südlich von Waldthurn und 4 km nördlich von Vohenstrauß.
Obertresenfeld liegt am Ufer des Trausenbaches, der zweimal seinen Namen wechselt. Er heißt ab seiner Quelle am Westhang des Fahrenberges bis etwa Obertresenfeld Furtbach, dann bei Untertresenfeld Löhlbach und weiter flussabwärts Trausenbach bis zu seiner Mündung in die Luhe.

## Geschichte
In der Mitte des 13. Jahrhunderts gehörte (Ober- und Unter-) Tresenfeld (auch: Dresenvelt, Dresenfeld) zur Herrschaft Waldthurn.
Tresenfeld wurde in den Jahren 1271, 1272 und 1273 schriftlich erwähnt.
Ulrich von Hostau, Gottfried von Waldthurn und Friedrich von Waldthurn verzichteten zugunsten des Klosters Waldsassen auf ihre Ansprüche an Gütern in Tresenfeld.
Die Landgrafen Ulrich II. und Johann I. erwarben 1352 zwei Höfe in Obertresenfeld.
1366 teilten Ulrich II. und Johann I. ihren Besitz.
Ulrich II. erhielt die Feste Leuchtenberg und alle Besitzungen westlich der Straße von Vohenstrauß nach Weiden.
Johann I. erhielt die Feste Pleystein  und alle Besitzungen östlich der Straße von Vohenstrauß nach Weiden.
Damit fielen die beiden Höfe in Obertresenfeld an Johann I. und die Herrschaft Pleystein.
Im 14. Jahrhundert hatte das Kloster Waldsassen Zehentrechte über 7 Höfe in Obertresenfeld.
1535 hatten die Waldauer zu Waldthurn 2 Höfe, 2 Halbhöfe und 1 Lehen in Obertresenfeld, 2 Höfe und 1 Lehen in Mittertresenfeld und 1 Grundholden in Untertresenfeld.
Im 18. Jahrhundert gehörte ein Anwesen in Obertresenfeld zur Herrschaft Waldthurn. Es befand sich unter der Grundherrschaft der katholischen Kirchenstiftung Vohenstrauß.
Im 18. Jahrhundert war Obertresenfeld ein Dorf, Untertresenfeld ein Weiler, beide gehörten zur Gemeinde Altenstadt. Ein Anwesen in Tresenfeld war freieigen und zahlte Zins an die Pfarrei Luhe.
Im 18. Jahrhundert gehörte Tresenfeld zur Gemeinde Altenstadt und zur Pfarrei Vohenstrauß.
Es hatte 16 Anwesen und eine Mühle.
Zinsabgaben erhielt die Pfarrei Luhe.
2 Anwesen unterstanden der Grundherrschaft und dem Niedergericht Pleystein, ein anderes Anwesen unterstand der Grundherrschaft der katholischen Kirchenstiftung Vohenstrauß und dem Niedergericht Amt Vohenstrauß, der Rest unterstand dem Niedergericht Leuchtenberg.
Obertresenfeld gehörte zum 1808 gebildeten Steuerdistrikt Altenstadt. Zu diesem gehörten neben Altenstadt Obertresenfeld, Untertresenfeld, Fiedlbühl, Kößlmühle, Oelschlag, Papiermühle.
Tresenfeld bildete Anfang des 19. Jahrhunderts mit 23 Familien eine unmittelbare landgerichtische Ruralgemeinde, die zum Markt Waldthurn gehörte.
Sie bestand aus dem Dorf Obertresenfeld mit 17 Familien und dem Weiler Untertresenfeld mit 6 Familien.
1830 wurde Tresenfeld nach Altenstadt eingemeindet.
Mit der Gemeindereform 1972 kam Obertresenfeld in die Gemeinde Vohenstrauß.

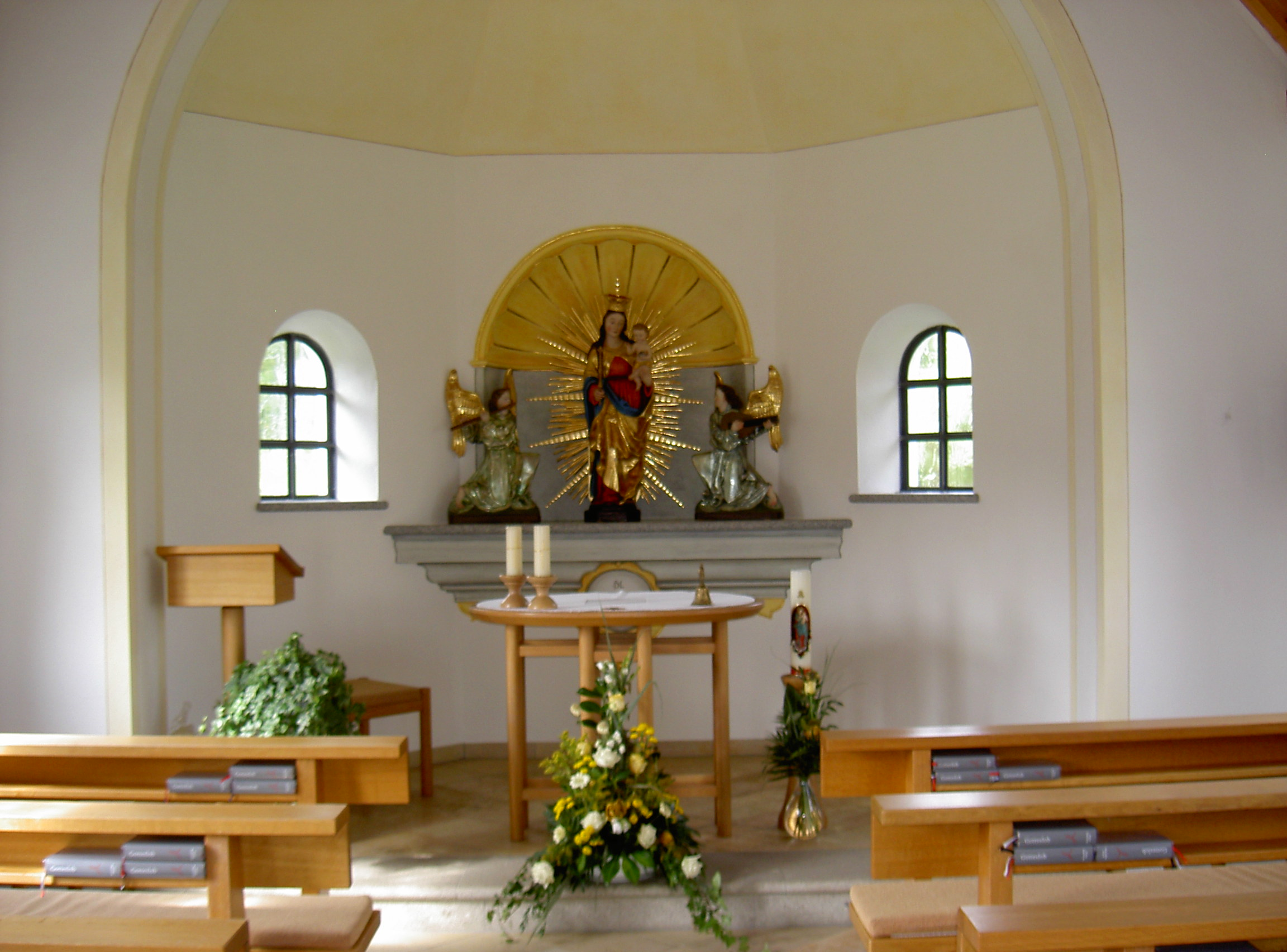
Altar der Dorfkapelle in Obertresenfeld

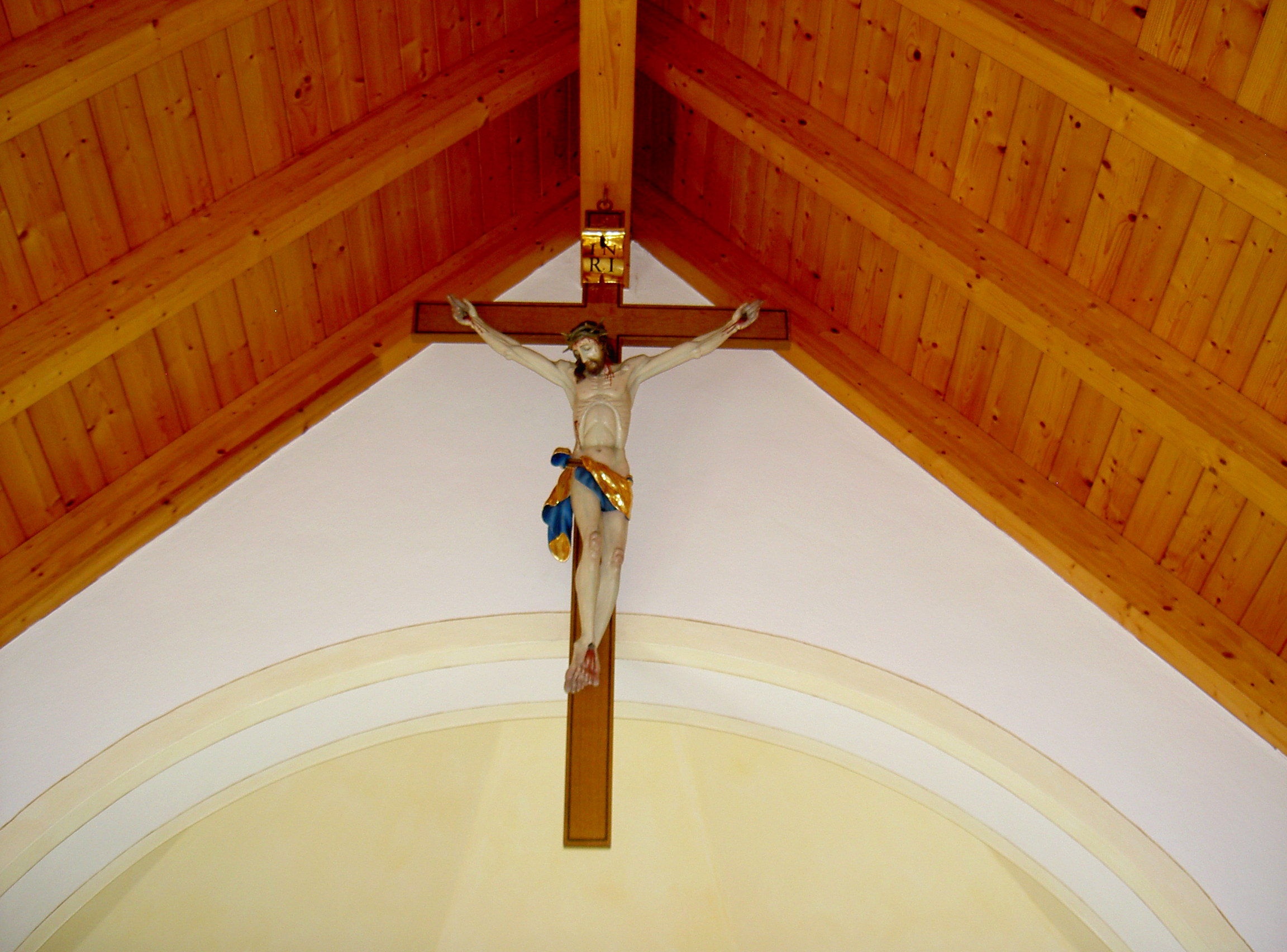
Kruzifix über dem Eingang der Dorfkapelle in Obertresenfeld

### Kapelle in Obertresenfeld
Die erste denkmalgeschützte Kapelle Mariä Geburt soll aus dem Jahr 1701 stammen. Um 1900 wurde sie nach einem Brand renoviert. Wegen der schlechten Bausubstanz wurde die alte Kapelle 2002 abgebrochen. Am 30. April 2002 legte Stadtpfarrer Franz Winklmann den Grundstein; das Richtfest wurde am 24. Mai 2002 gefeiert. Der Glockenturm wurde am 30. November montiert und am 11. Dezember 2002 konnte die Glocke wieder erklingen. Am 14. September 2003 konsekrierte Altbischof Manfred Müller zusammen mit Stadtpfarrer Alexander Hösl und dessen Vorgänger, Pfarrer Franz Winklmann, die Kapelle Maria Geburt in Obertresenfeld.
Die Kirche ist ein schlichter Rechteckbau mit einem überdachten Portikus, einer runden Apsis und einem als Glockenturm genutzten Dachreiter. Seit 1960 befindet sich dort eine umgegossene Glocke (die ursprüngliche Wetterglocke stammte von 1439), damals wurde auch ein elektrisches Geläut eingebaut. Die Holzdecke stammt aus dem Jahr 1930, ein neues Gestühl wurde 1978 eingerichtet. Auf dem Marienaltar steht eine spätgotische Holzstatue der Madonna mit dem Kind aus dem Jahr 1480. Über dem Eingang hängt ein großes hölzernes Kruzifix. Die Kreuzwegbilder und der wuchtige Opferstock wurden neu angeschafft.

## Einwohnerentwicklung in Obertresenfeld ab 1838
Quelle: Bayerische Landesbibliothek Online
| Jahr | Einwohner | Gebäude |
| ---- | --------- | ------- |
| 1838 | 119       | 15      |
| 1871 | 87        | 45      |
| 1885 | 103       | 18      |
| 1900 | 92        | 17      |
| 1913 | 95        | 17      |
| 1925 | 98        | 16      |

| Jahr | Einwohner | Gebäude |
| ---- | --------- | ------- |
| 1950 | 50        | 15      |
| 1961 | 100       | 16      |
| 1970 | 94        | k. A.   |
| 1987 | 104       | 24      |
| 2011 | 85        | k. A.   |